# Francisco Gonçalves Martins
Francisco Gonçalves Martins, único barão e visconde com grandeza de São Lourenço, (Santo Amaro, 13 de março de 1807 – 10 de setembro de 1872) foi um juiz, jornalista e político brasileiro.

## Carreira
Filho do fazendeiro e coronel da Guarda Nacional Raimundo Gonçalves Martins, estudou humanidades em Portugal, no seminário de Sarnache, depois cursou Direito na Universidade de Coimbra.
Ainda em Portugal, se envolveu no movimento a favor da rainha Maria II de Portugal, durante a Guerra Civil Portuguesa, fazendo parte do batalhão acadêmico que lutou a Batalha de Vouga e na de Moroços. Foi por isso obrigado a fugir para a Espanha, atravessando-a a pé e embarcando para a Inglaterra e depois à França, retornando ao Brasil em 1830.
Depois de atuar como advogado e jornalista, entrou para a magistratura, sendo juiz e chefe de polícia na Bahia, desembargador e depois nomeado ministro do Superior Tribunal de Justiça
Foi deputado geral de 1834 a 1850, presidente de província e senador do Império do Brasil de 1851 a 1872. Dirigiu a pasta de negócios do Império (ver Gabinete Itaboraí de 1852), sendo durante sua gestão construída a primeira estrada de ferro do Brasil e iniciada a navegação a vapor do Rio Amazonas.